# 辰口溫泉站
辰口溫泉站（日语：／ Tatsunokuchi-onsen eki */?）是位於石川縣能美郡辰口町辰口（現時：能美市辰口町），北陸鐵道能美線的鐵路車站（廢站）。

## 歷史
- 1925年（大正14年）3月21日：能美電氣鐵道辰口站啟用[1][2]。
- 1939年（昭和14年）8月1日：金澤電氣軌道收購合併能美電氣鐵道[3]。
- 1941年（昭和16年）8月1日：北陸合同電氣（現時：北陸電力）合併金澤電氣軌道。
- 1943年（昭和18年）10月13日：在轉讓業務下，成為北陸鐵道能美線車站。
- 1956年（昭和31年）4月1日：站名改為辰口溫泉站[1][2]。
- 1968年（昭和43年）12月30日：廢除貨運業務[4]。
- 1980年（昭和55年）9月14日：能美線全線廢除，此站也被廢除[1][5]。

## 車站構造
此站是地面車站，設有1面2線的島式月台、貨物側線和木製站舍。在月台上設有木製候車室。在能美線廢除時，此站是唯一設有列車交會設備的有人車站。
此站的乘客除了是前往辰口溫泉的溫泉客和辰口馬場的使用者外。還有此站附近的商品經營者，他們會乘坐鐵路前往新寺井站購買商品。另外有一些溫泉旅館的服務員會在車站等待使用鐵路到訪的溫泉旅館客人。

## 車站周邊
- 物見山運動公園
- 能美市立博物館 - 在2020年，「能美故鄉博物館」開幕。
- 能美市立辰口圖書館
- 辰口保育園
- 能美市立辰口中央小學（日语：能美市立辰口中央小学校）
- 能美市立辰口中學（日语：能美市立辰口中学校）

## 現狀
在廢線後，車站遺址在2010年前都是只有巴士站。隨著辰口保育園轉移而進行土地整理。現時已經看不到車站任何痕跡。
能美市於2006年（平成18年）10月20日，在舊辰口溫泉站北邊的能美市立博物館（當時名稱）處開設「能美電廣場」。一架曾經在能美線上行走，後來廢線後轉往石川線上行走的MoHa3760形（3761）從北陸鐵道轉讓給能美市，並開始放置於該廣場公開展示。另外在2015年（平成27年），用作敷設道碴的漏斗車HoMu1形從私人收藏轉讓給能美市，也放置於該廣場公開展示。

## 相鄰車站
北陸鐵道
能美線
來丸－辰口溫泉－上開發

## 注腳
1. 1 2 3  今尾惠介《日本鐵道旅行地圖帳》6號 北信越（新潮社、2008年）p.28
2. 1 2 3 4  RM230 2018，第40-41頁.
3. ↑  RM230 2018，第19頁.
4. ↑  RM230 2018，第25頁.
5. ↑  RM230 2018，第32頁.
6. 1 2 3  能美市『能美電ものがたり 運行時の各駅と現在』 （页面存档备份，存于）（日語）（PDF）
7. ↑  能美市 2015，第11頁.
8. ↑  . 石川さん情報Live リフレッシュ. 2010-10-12  [2021-02-23]. （原始内容存档于2015-11-21） （日语）.
9. ↑  鉄道ジャーナル 2014，第65頁.
10. ↑  RM231 2018，第42頁.
11. ↑  RM230 2018，第33頁.
12. ↑  RM231 2018，第46頁.

## 相關項目
- 日本鐵路車站列表 Ta

## 外部連結
- 能美故鄉博物館 能美電廣場 （页面存档备份，存于）（日語） - 能美市